# DKW-Fahrradhilfsmotor

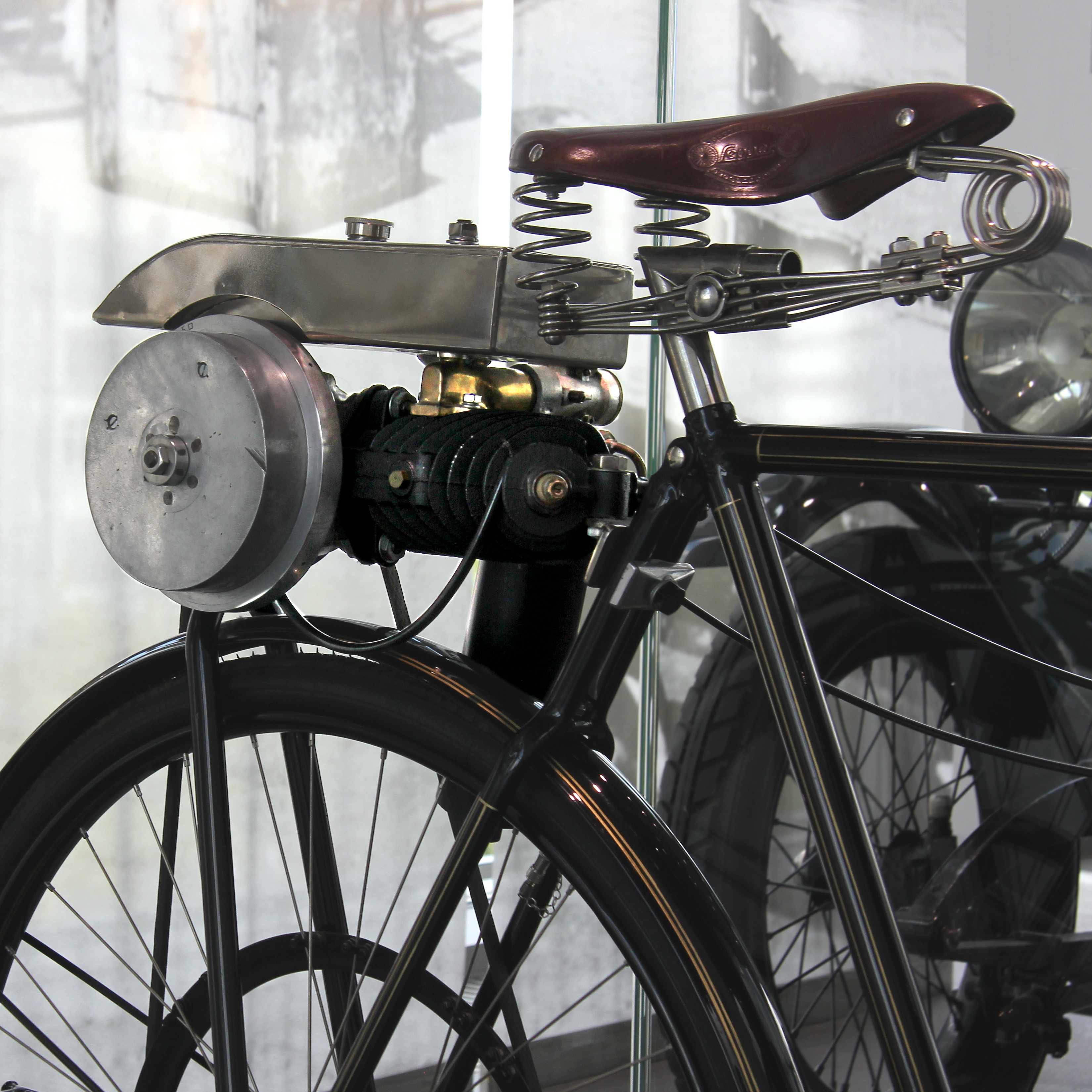
Fahrradhilfsmotor 1919 bis 1923

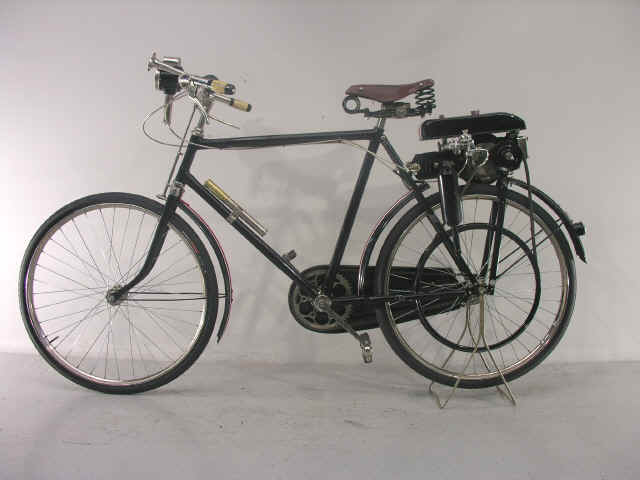
Fahrrad mit DKW-Fahrradhilfsmotor

Der DKW-Fahrradhilfsmotor war ein Zweitakt-Fahrradhilfsmotor der Zschopauer Maschinenfabrik bzw. Zschopauer Motorenwerke J. S. Rasmussen.

## Geschichte
Der DKW-Fahrradhilfsmotor basierte auf dem Spielzeugmotor des Konstrukteurs Hugo Ruppe, der von DKW unter dem Slogan Des Knaben Wunsch vermarktet wurde.
Aus diesem Spielzeugmotor wurde der Fahrradhilfsmotor entwickelt, der mit 118 cm³ Hubraum 1 PS leistete. Der Motor wurde auf dem Gepäckträger montiert und erhielt deshalb im Volksmund den Beinamen Arschwärmer. Er wurde von 1919 bis 1923 hergestellt und als Anbausatz bzw. Zuliefermotor an andere Hersteller verkauft. Ab 1922 wurden in Zschopau eigene Fahrräder mit Hilfsmotor hergestellt.
Rasmussen warb für den Motor mit der Neuinterpretation des Markennamens als „Das Kleine Wunder – läuft Berge rauf wie andere runter!“ Am 17. Juni 1922 wurde der 20.000ste Motor gefertigt (der nicht verkauft, sondern auf eine Grundplatte montiert und mit entsprechenden Plaketten versehen wurde), insgesamt wurden es über 30.000 Stück.

## Technik
Der DKW-Fahrradhilfsmotor ist ein fahrtwindgekühlter Einzylinder-Zweitaktmotor mit Gemischschmierung. Die Motoreinheit mit aufgesetztem Tank wurde auf dem Heckgepäckträger des Fahrrads montiert. Die Antriebskraft wurde mit einem Rund- oder Keilriemen auf eine Riemenfelge links am Hinterrad übertragen. Im Laufe der Produktion wurde der Motor ständig verbessert, es kamen Vergaser von Tuto, Adria oder Meco sowie verschiedene Zylinder und Tanks zum Einsatz. Ein Schaltgetriebe gab es nicht, sondern nur eine feste 1:3-Untersetzung im Kurbelraum. Das Gas und das Dekompressionsventil wurden über Bowdenzüge vom Lenker aus betätigt.
| Hubraum       | 117,8 cm³                     |
| Bohrung × Hub | 50 × 60 mm                    |
| Schmierung    | Zweitaktgemisch, 1 : 10       |
| Leistung      | 1 PS (später 1,75 und 2,5 PS) |

Ein im Zschopauer Werk komplett gebautes Fahrrad mit Hilfsmotor hatte einen aus Stahlrohr gelöteten Diamantrahmen und eine gefederte Gabel mit Kurzschwinge. Das Hinterrad war nicht gefedert. Die ersten Modelle wurden mit einer Rücktrittnabe gebremst, die letzten mit einer durch Seilzug betätigten Klotzbremse, die auf die Riemenfelge wirkte. Das Fahrrad hatte 26-Zoll-Räder und wog 14 kg. Die Höchstgeschwindigkeit soll bei 40 km/h gelegen haben.